# Al-Arabi Sport Club
L'Al-Arabi Sport Club, meglio noto come Al-Arabi, è una società calcistica con sede nella città di Irbid, in Giordania.

## Storia
L'Al-Arabi fu fondato nel 1945 e disputa le sue gare all'Al-Hassan Stadium; il club bianco-rosso non è mai riuscito a conquistare nessun titolo nazionale.